# 採血法
採血法（さいけつほう、Venipuncture、Phlebotomy）とは、血液検査･血液培養検査などの臨床検査を行う上で重要な医学的手法の一つで、生体の血液を採取する方法である。一般には、静脈から採血する静脈採血と、動脈から採血する動脈採血に分けられる。

## 採血する必要性
血液中に含まれる細胞・酵素・抗体の量を数値化し、その増減により病気の診断に有用となる臨床検査を行う上で採血が行われる。

## 静脈採血

### 意義
- 血液検査
- 血液塗沫検査
- 血液培養検査
- 静脈血液ガス分析

### 手技
- 駆血帯を採血しようとする箇所よりも体幹よりに、やや絞り上げるように巻き付け、静脈血を鬱滞させる。尺側正中静脈あるいは橈側静脈を選ぶのが一般的である[1]。
- 静脈が鬱滞により拡張したのち、片方の手で静脈を固定する。穿刺を容易にするため。親指で穿刺部位の皮膚を引っ張る[1]。
- もう一方の手で針を皮膚に刺す。30度から45度の角度をつけると痛みが少ないといわれている。
- 真皮を通過し、血管壁の抵抗が消え、血管内腔に針の先端が入ったら、採血器具（真空採血管ホルダー、注射器など種々あり）への血液の逆流を確認する[1]。
- 採血が終了したら、採血器具を抜き、駆血帯を外し、採血針を抜き去る[1]。駆血帯を先に外すと、逆流のおそれがある[1]。
- 圧迫止血を数分間行い、止血パッドを貼り付ける[1]。使用した採血針は廃棄、ホルダーは消毒する[1]。

### 合併症
血腫、皮下出血、疼痛などのほか、神経損傷のリスクがある（0.004%程度）。また、採血針を刺すことにより、迷走神経反射をもたらし、気分不良や血圧低下あるいは徐脈等を引き起こすおそれがある。

## 動脈採血

### 意義
- 血液ガス分析
- 血管確保が難しく、静脈血で採血できない時にも使用される。

### 手技
- 穿刺を行う動脈を決定する。大腿動脈（鼠径部）、上腕動脈（肘）もしくは橈骨動脈（手首）が使用されることが多い。
- 動脈を2点で触知し、その中央部を穿刺する。穿刺の角度は動脈の太さによって変化する。
- 採血できたら、針を素早く引き抜き、穿刺部を十分に圧迫止血する。
- 動脈ラインが既に刺入されている場合には、より容易に行うことができる。

## その他
採血は医師法によって医療行為と定められており、看護師などが採血を行う際には医師（歯科医師）の具体的な指示が必要である。

## 採血専門職
欧米では採血は資格を持った専門医Phlebotomist (フレボトミスト)が採血を行う。
静脈穿刺（venepuncture）や静脈注射・留置（cannulation）は、採血師であるフレボトミストが行う。